# Saint-Denis-lès-Sens
Saint-Denis-lès-Sens (do 1 sierpnia 2012 Saint-Denis) – miejscowość i gmina we Francji, w regionie Burgundia-Franche-Comté, w departamencie Yonne.
Według danych na rok 1990 gminę zamieszkiwały 513 osoby, a gęstość zaludnienia wynosiła 76 osób/km² (wśród 2044 gmin Burgundii Saint-Denis plasuje się na 449. miejscu pod względem liczby ludności, natomiast pod względem powierzchni na miejscu 1127.). 